# 弗雷明翰
弗雷明翰，是美国马萨诸塞州米德尔塞克斯县的一个城市，地处大波士顿地区的MetroWest（西都市）分区。于1700年纳入马萨诸塞州管治。2010年美国人口调查统计有68,318居民，位居马萨诸塞州最受欢迎小镇排名第14位。它成立于1700年，2012年被美国CNN Money杂志评选为“美国最佳居住地”排名第36位。2017年4月，本地居民投票最终决定，将此前城镇代表会议制更改为市长-议会制，这一更改于2018年1月1日生效，弗雷明翰从镇升格为市。

## 姐妹城市
- 俄羅斯罗蒙诺索夫
- 巴西瓦拉达里斯州长市